# 小川光生
小川 光生（おがわ みつお、1970年（昭和45年）- ）は、日本の翻訳家、サッカーライター。日本文藝家協会、日本翻訳家協会会員。父は小説家の小川国夫。

## 略歴
1970年（昭和45年）、静岡県藤枝市に生まれる。
静岡県立藤枝東高等学校を卒業後、慶應義塾大学文学部西洋史学科に入学し、イタリアローマ教会史を専攻する。同大学大学院中退。1999年（平成11年）、シエナ大学に留学。2000年（平成12年）、ヴェネツィアに移住。2010年以降、セリエAの中継インタビュアー兼記者として取材に従事する。帰国後の2020年には、東京オリンピックのイタリアナショナルチームの通訳を務めた。
イタリアサッカー専門誌の翻訳のほか、ヨーロッパサッカーや長友佑都などの海外で活躍する日本人選手を取材し、執筆活動を行っている。

## 主著
- 『ヴェネツィア　ラグーナの風』（2003年2月）河出書房新社（ISBN：4-309-01525-5）
- 『サッカーとイタリア人』（2008年12月）光文社（ISBN：978-4-334-03485-6）
- 『ザック革命-アルベルト・ザッケローニ　サッカー日本代表監督の素顔とリーダーの美学』（2011年11月）フロムワン（ISBN：978-4-02-190220-8）
- 『プレーのどこを視るか―サッカーがさらにおもしろくなる『ガゼッタ』式採点の裏側』（2013年4月）ネオテリック（ISBN：978-4-89998-108-4）